# بیرق (خلخال)
بیرق یک روستا در ایران است که در دهستان خانندبیل غربی واقع شده‌است. بیرق ۳۳۲ نفر جمعیت دارد.